# The Den
The Den – stadion piłkarski, znajdujący się w Londynie, główny obiekt Millwall F.C. do 1993.
Budowa stadionu została ukończona w 1910. Pierwszy mecz na nowym obiekcie Millwall F.C. rozegrał z drużyną Brighton & Hove Albion. Mecz zakończył się zwycięstwem gości 0:1. Pierwsze spotkanie międzynarodowe na The Den rozegrano 13 marca 1911. Wtedy to reprezentacja Anglii pokonała Walię 3:0.
Pierwsze mecz ligowy został rozegrany 28 sierpnia 1920 - Millwall pokonał Bristol Rovers 2:0.
Podczas II wojny światowej The Den został poważnie uszkodzony wskutek nalotów niemieckiej Luftwaffe. 19 kwietnia 1943 bomba uderzyła w północną trybunę, zaś 26 kwietnia pożar zniszczył trybunę główną. Klub przyjął ofertę pomocy od klubów Charlton, Crystal Palace i West Ham United, dzięki temu mógł rozgrywać swe mecze na ich stadionach.
24 lutego 1944 roku Millwall powrócił na The Den. Stadion służył "Lwom" przez 83 lata. W 1993 drużyna przeniosła się na The New Den, na którym teraz rozgrywa swoje mecze.

## Strony internetowe
- Historia The Den (ang.)